# Буржуа, Селия
Селия Буржуа (фр. Célia Bourgeois; род. 9 июня 1983 года, Шампаньоль, Франция) — французская лыжница, участница Олимпийских игр в Ванкувере. Специализируется в дистанционных гонках.
До 2007 года занималась биатлоном, была членом молодёжной сборной Франции, участвовала в юниорских чемпионатах мира, в том числе завоевала бронзу в эстафете на юниорском чемпионате мира 2004.
В лыжном Кубке мира Буржуа дебютировала в феврале 2008 года, тогда же впервые попала в десятку лучших на этапе Кубка мира, в эстафете. Всего на сегодняшний момент имеет 5 попаданий в десятку лучших на этапах Кубка мира, все в командных соревнованиях, в личных гонках не поднималась выше 15-го места. Лучшим достижением Буржуа в общем итоговом зачёте Кубка мира является 92-е место в сезоне 2009-10.
На Олимпиаде-2010 в Ванкувере, стартовала в двух гонках: 10 км свободным стилем — 47-е место и эстафета — 6-е место.
За свою карьеру принимала участие в одном чемпионате мира, на чемпионате мира — 2009, стала 8-й в эстафете и 27-й в гонке на 30 км.
Использует лыжи и ботинки производства фирмы Fischer.